# Docuku
Docuku je hudební skupina z Valašského Meziříčí, pohybující se na pomezí folku a bigbítu. Její repertoár vychází především z lidových písní moravských, slovenských, polských a balkánských.

## Historie
Šestičlenná hudební formace Docuku z Valašského Meziříčí vznikla na sklonku r. 2001 díky iniciativě zpěváka a multiinstrumentalisty Jiřího Buksy. Její název znamená ve valašském nářečí „honem, rychle, svižně“ nebo také „dohromady“ a zúčastnění hudebníci jej naplňují ve svižných, melodických písničkách na pomezí folklóru a bigbítu. Písně, zaznamenané ve sbornících lidových písní nebo i vlastní tvorba, čerpající z odkazu moravsko-slezského, polského, slovenského či balkánského, jsou osobitě aranžovány a transformovány do podoby milostných balad či folklorbeatových „našlapaných“ skladeb.
První koncert skupina odehrála v domovském M – klubu na jaře roku 2002 a po odchodu poloviny formace na podzim roku 2010 si skupina prošla hledáním nových spoluhráčů a nyní působí v již ryze mužské podobě. Trojici zakládajících členů (Jiří Buksa- kytara, heligonka, mandolína, zpěv, Roman Vavřík – akordeon, Karel Mikuš – bicí) doplnili folklórní hudebníci z regionu, kteří mají hráčské zkušenosti i z jiných hudebních projektů. Violista Dan Pšenica, kontrabasista Pavel Hanuštiak a od roku 2017 nově i houslista Filip Kamas aranžují písně z předchozích alb Docuku pro čistě mužský vokální projev. Skupina vydává v r. 2013 zatím poslední CD s názvem „ Kdybych já věděl…“. Album vychází (stejně jako debutové CD „Meziřečí“ z r. 2004 a album „Domrtě“ z r. 2007) v brněnském Indies Happy Trails za produkčního dohledu Idy Kellarové a Docuku se na něm vrací ke svým valašským kořenům. První i poslední album byly nominovány na nejprestižnější českou hudební cenu Anděl v kategorii world music. V roce 2014 pak Docuku dostává ocenění „zlatá deska“ za 6.000 prodaných nosičů.
Docuku v průběhu let reprezentuje ČR na mezinárodních festivalech EBU v Chorvatsku, Německu, nebo folklórních festivalech v Polsku či na Slovensku, a absolvuje řadu rozhlasových a TV vystoupení. Po 15 letech činnosti a více než 350 koncertech v ČR i zahraničí Docuku bilancuje a připravuje průřezové koncertní vystoupení s bývalými členy a hosty, kteří mají hudebně nebo srdečně blízko k tvorbě skupiny. Koncert ve vyprodaném amfiteátru ve Valašském Meziříčí k 15 letům skupiny v září 2016 byl zaznamenán a završen následným sestřihem a videoklipem ke skladbě „ Pod horů“.
V letech 2002–2017 ve skupině instrumentálně i autorsky působili a kapelu muzikantsky a lidsky obohacovali hudebníci Lukáš Španihel, Lucie Redlová, Martin Kuchař, Jitka Šuranská a Kristián Lambert, alternoval také Petr Vala.

## Diskografie
- 2004 – Meziřečí
- 2007 – Domrtě!
- 2013 – Kdybych já věděl...